# Montrésor
Montrésor é uma comuna francesa na região administrativa do Centro, no departamento Indre-et-Loire. Estende-se por uma área de 0,98 km². Em 2010 a comuna tinha 336 habitantes (densidade: 342,9 hab./km²).
Pertence à rede das As mais belas aldeias de França.

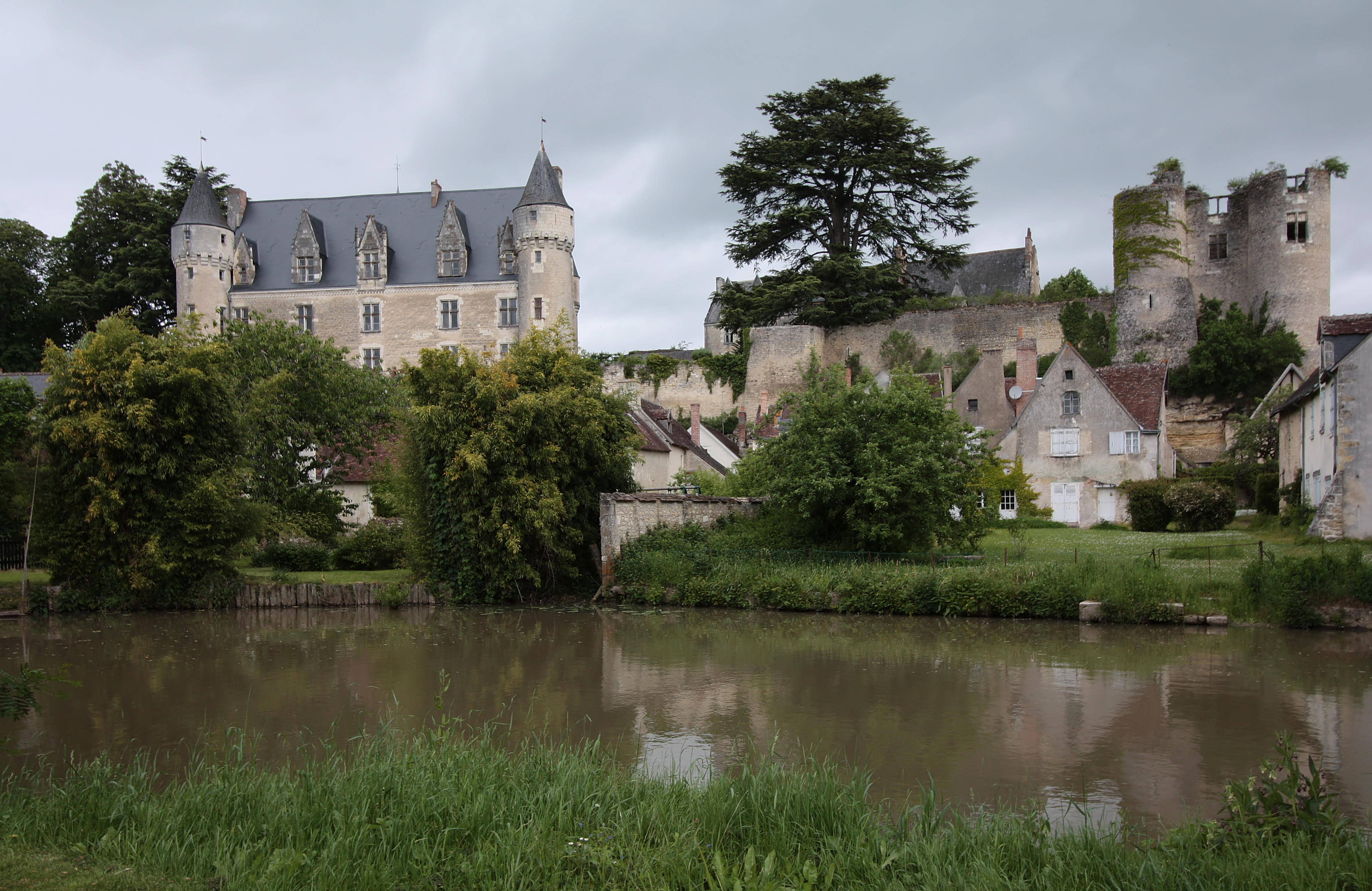
O rio Indrois em Montrésor